# 殷宗器
殷宗器（1576年—1615年），字君陈，號泰寰，南直隶徽州府歙县人，明朝政治人物。

## 生平
萬曆三十四年（1606年）丙午科应天府举人，萬曆三十五年聯捷丁未科进士，初授兴化府司李（推官），尝摄莆田知县事，兴学校，置祀田，创建乡贤、名宦祠。
萬曆四十一年（1613年），擢吏部验封司主事，调考功司，四十二年调文选司，清奸弊，罪十三人，部务益肃，寻以父艰归，哀毁而卒。

## 家族
曾祖殷学夔，新城知县；祖父殷守正，寿官；父殷正亨，庠生，以子贵封兴化府推官。前母黄氏，母汪氏。具庆下。兄宗豪，禮部儒士；宗亮。弟宗噩、宗學、宗膏。